# Fuefuki
Fuefuki (笛吹市, Fuefuki-shi) est une ville située dans la préfecture de Yamanashi, au Japon.

## Géographie

### Situation
Fuefuki est située dans le centre de la préfecture de Yamanashi, à l'est de la ville de Kōfu.

### Municipalités limitrophes
| Kōfu | Yamanashi       | Kōshū           |
| Kōfu | Fuefuki         | Ōtsuki          |
| Kōfu | Fujikawaguchiko | Fujikawaguchiko |

### Démographie
Lors du recensement national de 2010, la population de Fuefuki était de 70 845 habitants, répartis sur une superficie de 201,92 km2. En décembre 2020, la population de la ville était de 68 559 habitants.

### Hydrographie
La ville est traversée par la rivière Fuefuki. 

### Climat
Fuefuki a un climat continental humide caractérisé par des étés chauds et humides et des hivers relativement doux. La température moyenne annuelle est de 10,7 °C. La pluviométrie annuelle moyenne est de 1 524 mm, septembre étant le mois le plus humide.

## Histoire
Fuefuki a été fondée le 12 octobre 2004 par la fusion des bourgs d'Ichinomiya, Isawa, Misaka, Sakaigawa, Yatsushiro (district de Higashiyatsushiro) et Kasugai (district de Higashiyamanashi), auxquelles s'ajoute le village d'Ashigawa (district de Higashiyatsushiro) le 1er août 2006.

## Culture locale et patrimoine
- Musée préfectoral de Yamanashi (en)

## Transports
Fuefuki est desservie par la ligne principale Chūō de la JR East aux gares d'Isawa-onsen et Kasugaichō.

## Jumelage
Fuefuki est jumelée avec : 
- Bad Mergentheim (Allemagne) depuis le 26 mai 1991 (avec Isawa avant la fusion)
- Nuits-Saint-Georges (France) depuis 1992 (avec Ichinomiya avant la fusion)[3]
- Feicheng (Chine) depuis 1994 (avec Ichinomiya avant la fusion)